# Drawehn
Drawehn este o arie protejată (arie de protecție specială avifaunistică — SPA) din Germania întinsă pe o suprafață de 7.018 ha, integral pe uscat.

## Localizare
Centrul sitului Drawehn este situat la coordonatele 53°01′36″N 10°54′11″E / 53.0267°N 10.9031°E.

## Înființare
Situl Drawehn a fost declarat arie de protecție specială avifaunistică în iunie 2001 pentru a proteja 22 de specii de animale.

## Biodiversitate
Situată în ecoregiunea atlantică, aria protejată nu include niciun habitat protejat.
La baza desemnării sitului se află mai multe specii protejate de  păsări (22): minunița (Aegolius funereus), ciocârlie-de-câmp (Alauda arvensis), pescăruș albastru (Alcedo atthis), caprimulg (Caprimulgus europaeus), erete de stuf (Circus aeruginosus), ciocănitoare pestriță mică (Dendrocopos minor), ciocănitoare neagră (Dryocopus martius), presură de grădină (Emberiza hortulana), șoimul rândunelelor (Falco subbuteo), Grus grus grus, capîntortură (Jynx torquilla), sfrâncioc roșiatic (Lanius collurio), sfrâncioc mare (Lanius excubitor excubitor), ciocârlie de pădure (Lullula arborea), privighetoare (Luscinia megarhynchos), gaia roșie (Milvus milvus), codobatura galbenă (Motacilla flava), grangur (Oriolus oriolus), viespar (Pernis apivorus), codroșul de pădure (Phoenicurus phoenicurus), mărăcinar (Saxicola rubetra), sitar de pădure (Scolopax rusticola).
Pe lângă speciile protejate, pe teritoriul sitului au mai fost identificate 1 specie de păsări.